# Distrito de Kampala
Kampala es un distrito localizado en Uganda, más específicamente en la región central de dicho país africano. Su nombre proviene de la ciudad más importante del distrito, la ciudad de Kampala, que es además la capital de la República de Uganda. También se sitúa en la región que abarcaba el reino de Buganda y por eso muchos residentes de Kampala hablan la lengua vernácula local, el luganda.
Posee una población de más de 1.300.000 personas.
- Datos: Q926417